# Phyllium giganteum
Espèce
Phyllium giganteum, la Phyllie géante, est une espèce de phasmes de la famille des Phyllidae, sous-famille des Phylliinae, tribu des Phylliini, et du genre Phyllium.

## Description
Elle imite à la perfection une feuille verte. Sa taille adulte est d'environ 12 cm. Ses élytres fixes (qui peuvent être apparentés à des ailes) ne lui permettent pas de voler, mais elle les déploie pour amortir une chute.

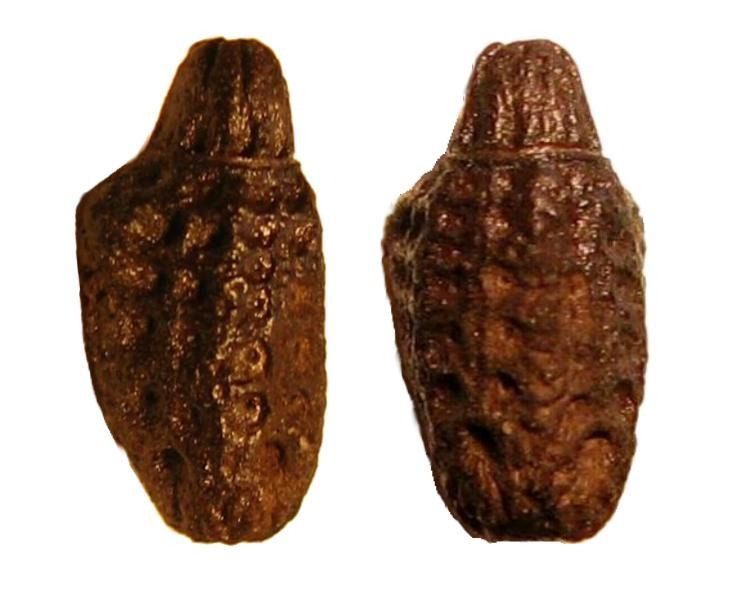
Œufs
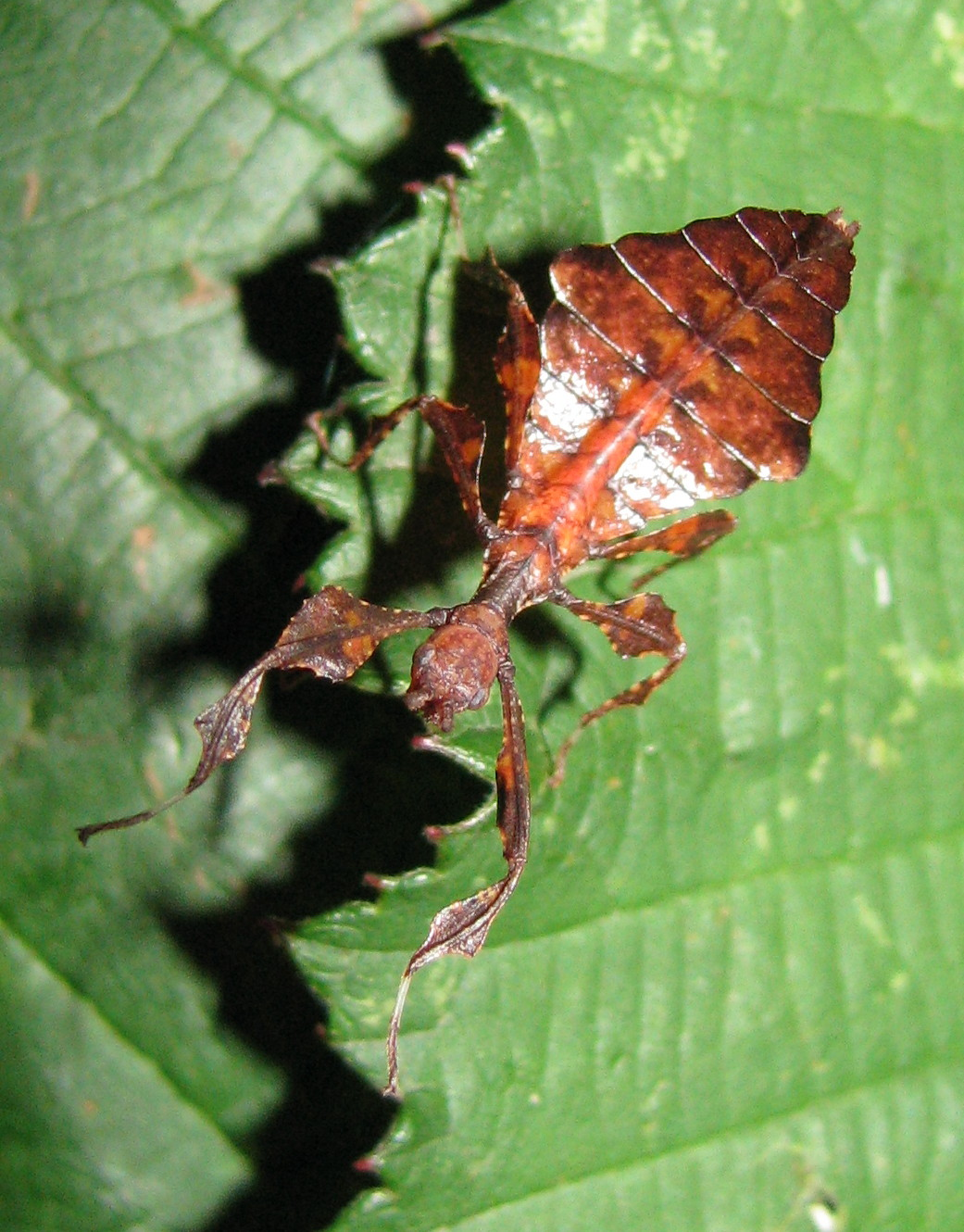
Larve
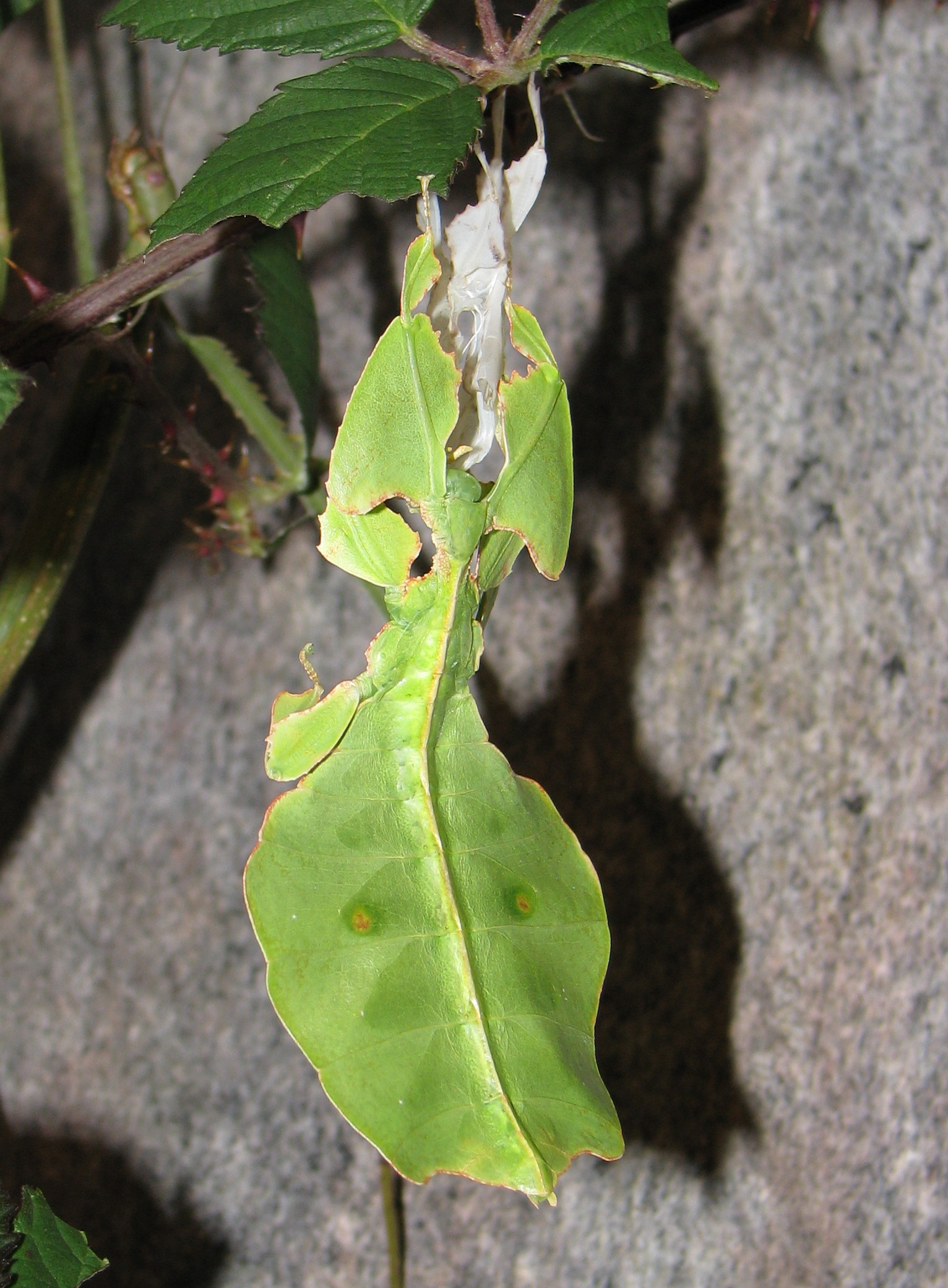
Larve au dernier stade et son exuvie
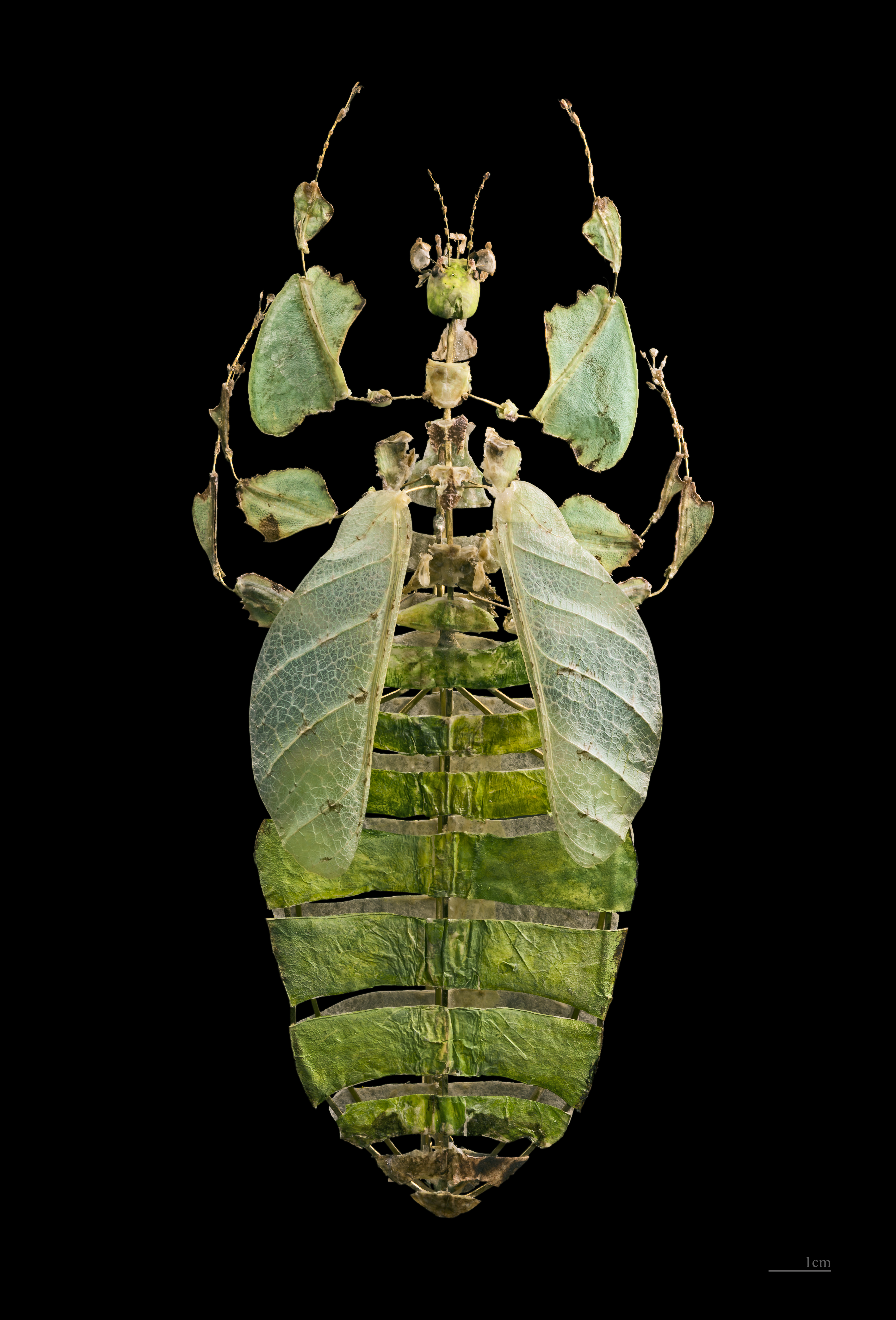
Phyllie géante désarticulée à la Beauchêne, Muséum d'Histoire Naturelle de Toulouse - MHNT

## Répartition et habitat
Originaire de Malaisie.

## Biologie
La femelle pond entre 100 et 300 œufs selon les sources. Ceux-ci ont une coquille spongieuse et très épaisse. La femelle vit 6 à 9 mois une fois adulte, après avoir vécu 8 à 9 mois comme larve et 5 à 6 mois en développement embryonnaire.

## Systématique
L'espèce Phyllium giganteum a été décrite par l’entomologiste Burghard Hausleithner en 1984.  

### Taxinomie
Dans certaines classifications, Phyllium giganteum fait partie du sous-genre Pulchriphyllium ; son nom complet est alors: Phyllium (Pulchriphyllium) giganteum. Actuellement le sous-genre Pulchriphyllium est élevé au rang de genre.

## La Phyllie géante et l'Homme
L'élevage est de plus en plus courant. Seules les femelles sont présentes en élevage, mais on aurait trouvé des mâles sauvages. Cependant des gynandromorphes parfaits (spécimens qui ont l'apparence d'un mâle mais qui sont en réalité stériles) ont été trouvés en élevage.